# Apud
Apud é uma expressão latina que significa "com", "junto a", "em".
Em citações bibliográficas, assume o sentido de "conforme", "segundo", "citado por" nas notas de rodapé ou no corpo do texto. É empregada em citações indiretas, isto é, quando se deseja citar trecho de obra que foi citado por outro autor.  Normalmente é utilizada quando o autor não obteve acesso direto à obra original que descrevia o conteúdo citado, mas teve acesso à citação feita por um terceiro autor.
O emprego da expressão apud é indicada nas normas da ABNT. Porém, tal uso não é recomendado em textos acadêmico-científicos devido à interpretação de terceiro, comprometendo assim a cientificidade, a não ser que a obra original esteja perdida, seja rara ou inacessível, por exemplo, pela falta de domínio do idioma.